# Kimmo
Kimmo ist ein männlicher Vorname, der vor allem in Finnland und Schweden vergeben wird. Seine genaue Herkunft und Bedeutung ist nicht bekannt, es wird allerdings angenommen, dass es sich um eine Form des Namens Kim handelt. Zudem wird der Name mit finnischer Dichtung in Verbindung gebracht, so sorgte Eino Leino mit seinem Gedicht „Kimmon kosto“ (dt.: Kimmos Rache) für eine gesteigerte Popularität des Namens.

## Namensträger
- Kimmo Eronen (* 1971), finnischer Eishockeyspieler
- Kimmo Kananen (* 1980), finnischer Radrennfahrer
- Kimmo Kapanen (* 1974), finnischer Eishockeyspieler
- Kimmo Kinnunen (* 1968), finnischer Speerwerfer
- Kimmo Koskenkorva (* 1978), finnischer Eishockeyspieler
- Kimmo Kuhta (* 1975), finnischer Eishockeyspieler
- Kimmo Kylmäaho (* 1962), finnischer Skispringer
- Kimmo Lotvonen (* 1976), finnischer Eishockeyspieler
- Kimmo Muurinen (* 1981), finnischer Basketballspieler
- Kimmo Pohjonen (* 1964), finnischer Akkordeon-Musiker
- Kimmo Rintanen (* 1973), finnischer Eishockeyspieler und -trainer
- Kimmo Savolainen (* 1974), finnischer Skispringer
- Kimmo Timonen (* 1975), finnischer Eishockeyspieler
- Kimmo Yliriesto (* 1983), finnischer Skispringer